# John Ryan (rugby à XV)
Pour les articles homonymes, voir John Ryan et Ryan.
Pas d'image ? Cliquez ici

b Matchs officiels uniquement.
John Jo Ryan, de date de naissance inconnue et mort en octobre 1937 à Cashel, est un joueur de rugby à XV qui a évolué avec l'équipe d’Irlande au poste d'avant.

## Biographie
John Ryan dispute son premier test match le 6 février 1897 contre l'Angleterre. Son dernier test match a lieu également contre l'Angleterre le 13 février 1904. Il remporte le Tournoi britannique de rugby à XV 1899.

## Palmarès
- Vainqueur du  Tournoi britannique en 1899

## Statistiques en équipe nationale
- 14 sélections
- 3 points (1 essai)
- Sélections par années : 1 en 1897, 3 en 1898, 3 en 1899, 2 en 1900, 3 en 1901, 1 en 1902, 1 en 1904
- Tournois britanniques disputés : 1897, 1898, 1899, 1900, 1901, 1902, 1904